# Kamilla Neumannová
Kamilla Neumannová, rozená Kamila Antonie Krémová (24. března 1874 Praha – 26. března 1956 Tuchoměřice), byla česká nakladatelka, první choť Stanislava Kostky Neumanna, matka herce Stanislava Neumanna a překladatelky Kamily Značkovské-Neumannové. V letech 1905–1931 vydávala mimo jiné knižnici Knihy dobrých autorů, kde uváděla českým čtenářům moderní literaturu především z okruhu dekadentních, symbolistických a naturalistických autorů.

## Život

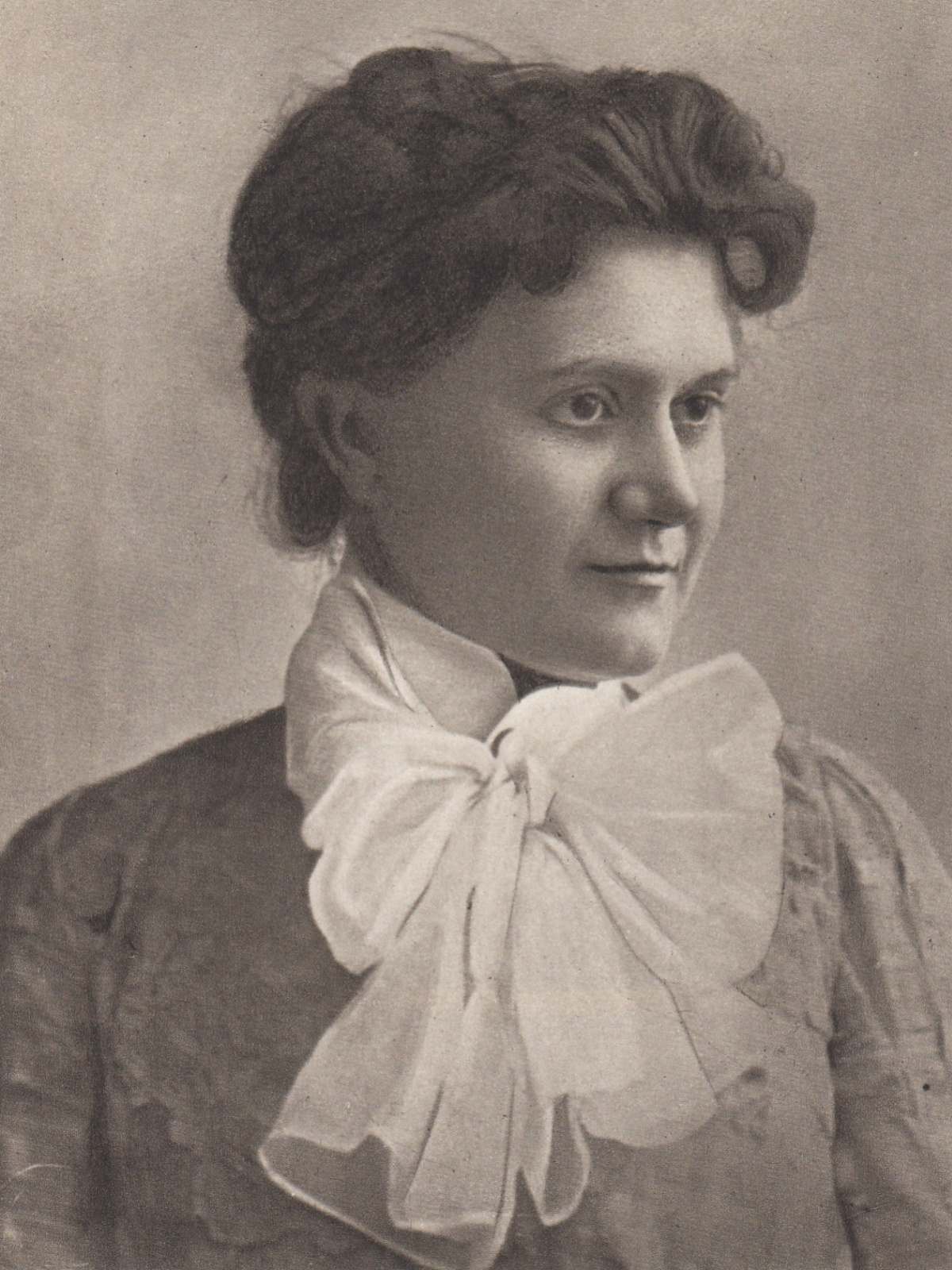
Kamilla Krémová v době své známosti se Stanislavem Kostkou Neumannem

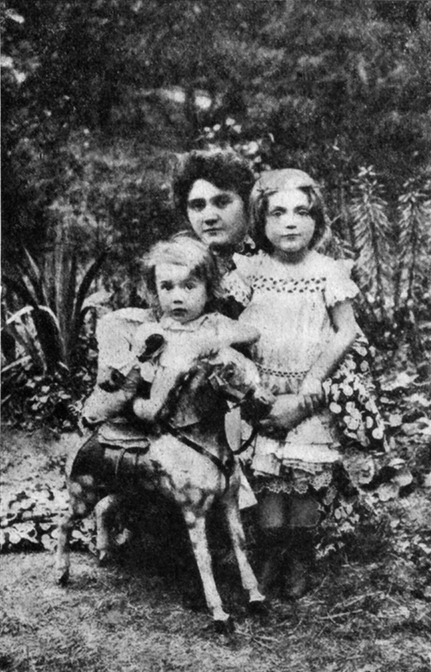
Kamilla Neumannová s dětmi: dcerou Lalou a synem Stanislavem v roce 1905

Kamilla byla jediná dcera pražského holiče Františka Krémy (1850–??) a manželky Aloisie, rozené Šaněkové (1854–??). Rodiče často měnili bydliště a krátce před narozením dcery Kamilly se přestěhovali do Konviktské ulice 291/24 (dnešní sídlo kina Ponrepo). Její literární zájmy byly podníceny učitelkou Vilmou Sokolovou a později Bohuslavou Sokolovou (sestry Karla Stanislava Sokola, mimo jiné v letech 1890–1896 vydavatele Vzdělávací bibliotéky). V roce 1893 se sblížila se Stanislavem Kostkou Neumannem, který byl tehdy ve vyšetřovací vazbě ve věci Omladiny. Jeho prostřednictvím se seznámila s mladou uměleckou generací a po návratu S. K. Neumanna z vězení roku 1895 se účastnila její aktivity.
V roce 1896 účinkovala v představení německého básníka Rudolfa Lothara Rytíř, smrt a ďábel, které provedl dne 6. března 1896 spolek Intimní volné jeviště (režie: Arnošt Procházka, úvodní slovo Jiří Karásek ze Lvovic).
Dne 14. ledna 1899 uzavřela civilní sňatek se S. K. Neumannem a přistěhovala se na Žižkov do jeho olšanské vily čp. 45, centra anarchistické bohémy, kde se mimo jiné organizačně podílela na Neumannově vydavatelské činnosti: časopis Nový kult, edice Knihovna Nového kultu.
V roce 1900 se manželům narodila dcera Kamila, v roce 1902 syn Stanislav. V listopadu 1904 opustil S. K. Neumann rodinu a s novou družkou, Boženou Hodačovou, odešel do Vídně. Své manželce ale zanechal vilu na Žižkově. Manželství bylo úředně rozloučeno v roce 1914. Dům Kamilly Neumannové zůstal střediskem schůzek českých literátů i po odchodu Stanislava Kostky Neumanna.
Po ukončení vydavatelské činnosti (1931) uvedl v roce 1932 Jiří Karásek ze Lvovic, že Kamila Neumannová žije v žižkovské vile sama a má v ní svou expedici nerozprodaných titulů KDA. Další informace o životě Kamilly Neumannové po roce 1932 se prozatím nepodařilo dohledat.
Sedmdesátiny Kamilly Neumannové byly hojně připomínány (viz Literatura). I v době, kdy již byla na odpočinku, nezapomněl tisk její nakladatelskou činnost. Rudé právo připomnělo 24. března 1949 její pětasedmdesátiny. Literární noviny upozornily 27. března 1954 na její osmdesátiny a po její smrti jí věnovaly vcelku objektivní a apolitickou vzpomínku.

## Vydavatelská činnost
Aby po odchodu manžela finančně zajistila rodinu, rozhodla se vydávat za pomoci přátel, zejména redaktora anarchistického, později sociálnědemokratického tisku Antonína Boučka a básníka Fráni Šrámka, překladovou knižnici na předplatitelském principu. A. Bouček navrhl název Knihy dobrých autorů (KDA), ten byl později považován za název celého vydavatelství. První svazek vyšel v lednu 1905. Do roku 1914 byl zachován původní rozvrh: měsíčně vycházel jeden svazek o šesti arších za 1 korunu pro předplatitele a za 1,50 K ve volném prodeji. Prvním svazkem knižnice Knihy dobrých autorů byl román Paula Adama Listy z Malajska v překladu S. K. Neumanna. Redaktorem Knih dobrých autorů se záhy stal Arnošt Procházka. Na vydávání se podílel editorsky i překladatelsky, stanovil náklad svazku 1000 výtisků a pevný den vycházení 25. každého měsíce, inicioval založení dalších knižnic, jednal s autory a s vydavatelkou úzce spolupracoval až do své smrti v roce 1925.
Během prvních deseti let si vydavatelství vybudovalo pevný okruh spolupracovníků převážně z družiny Moderní revue a okruh odběratelů a čtenářů zvláště z řad studentů, učitelů, tvůrčí inteligence a anarchistického dělnictva.
V roce 1914 odešlo mnoho odběratelů na fronty první světové války, což způsobilo finanční krizi vydavatelství, která trvala až do konce jeho činnosti. Po válce se navíc mladá generace odklonila od myšlenkových proudů Moderní revue. V roce 1921 zrušilo vydavatelství 15. ročníkem KDA subskripční systém a následujícího roku bylo vydávání z finančních důvodů na dva roky přerušeno.
Po Procházkově smrti obnovila Neumannová v roce 1925 činnost na základě úvěru, opatřeného advokátem Kamillem Reslerem. Toho roku získala knihkupeckou koncesi, kterou však pro nedostatek finančních prostředků nevyužila. Kamilla Neumannová se snažila nalézt nový ediční program a tím i nový odběratelský okruh v mladších čtenářských vrstvách, ale nebyla úspěšná. V roce 1926 se podílela na založení Klubu moderních nakladatelů Kmen, to je však považováno spíše za výraz úcty iniciátorů sdružení k programovým předválečným tradicím vydavatelství než za ocenění jeho současného postavení. Finanční situaci nakladatelství nezlepšila ani propagační akce Kmene s pokusem rozprodat sklad vydavatelství u příležitosti 25. výročí založení KDA v roce 1930.
K 25. výročí založení KDA vyšly v roce 1930 dva rozsáhlé příspěvky v tisku:
- Rozpravy Aventina, ročník 5, č. 7, Zdeněk Vavřík: Návštěvou ve slavné vile[12]
- Kamilla Neumannová popsala v Národních listech vznik a činnost KDA po dobu 25 let.[13][14][15]

V roce 1931 Neumannová vydávání ukončila, formálně však firma existovala až do počátku okupace.

### Knižnice

#### Knihy dobrých autorů

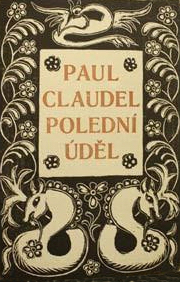
Edice Knihy dobrých autorů, obálka Zdenky Braunerové, 1910

V knižnici Knihy dobrých autorů (1905–1931, 190 svazků) byla zastoupena literatura francouzská, anglická a americká, ruská, polská, italská, norská, španělská, finská, nizozemská, německá, portugalská, ukrajinská a vlámská. Na překladech se podíleli Arnošt Procházka, Bedřich Beneš Buchlovan, Emanuel Blahovec, Alfons Breska, F. L. Dlouhý, Kamil Fiala, Richard Fleischner, Karel Boleslav Jirák, H. Jost, Marie Kalašová, Karel Kamínek, Josef V. Kořán, Hugo Kosterka, Jarmil Krecar, František Linhart, Josef Richard Marek, Miloš Marten, Kamilla Neumannová, Kamila Značkovská-Neumannová, Jaroslav Ráček, Ladislav Ryšavý, Miloš Seifert, Ivan Schulz, Antonín Starý, Jan Stenhart (=Ladislav Pfuster), Rudolf Těsnohlídek, A. Muťovský (=Adolf Truksa), Jiří Živný.
Po Procházkově smrti se Neumannová pokusila výběrem překladů vyjít vstříc současnému čtenářskému zájmu (Michail Bulgakov, René Crevel, François Mauriac, André Maurois, Philippe Soupault), z české tvorby zařadila Rudolfa Medka. Poslední dva svazky patřily v Čechách žijícím německým spisovatelům (Walter Seidl a Otto Pick, editor závěrečného svazku knižnice – antologie Symfonie války).
Významná byla i grafická úprava svazků knižnice, která byla později často napodobována.

#### Čeští autoři
Edice původní tvorby Čeští autoři (1905–1919, 25 svazků) byla zahájena roku 1905 souborem díla Karla Hlaváčka, které uspořádal Arnošt Procházka. Vycházela na rozdíl od pravidelně vydávaných svazků KDA „ve volných lhůtách“. Jejím kmenovým autorem byl Jiří Karásek ze Lvovic, který do ní začlenil 12 básnických, dramatických a prozaických titulů svých sebraných spisů (některé jako obálková vydání; další tituly vydával souběžně ve spřízněných knižnicích Huga Kosterky Symposion a Karla Huga Hilara Moderní bibliotéka). V edici dále vyšla básnická próza Miroslava Rutteho, dramata Eduarda Lederera, Jaroslava Marii a Jiřího Živného, eseje Miloše Martena, eseje a polemiky Arnošta Procházky a verše Viktora Dyka. Knižnice zanikla roku 1919, význam ztratila již zařazením původní tvorby do KDA 1914.

#### Knihy pro bibliofily
Knižnice Knihy pro bibliofily (1911–1928, 7 svazků)
- 1911 svazek 1 – Miloš Marten: Cortigiana, 1911, ilustrace: František Kobliha
- 1912 svazek 3 – Václav Bolemír Nebeský: Protichůdci, podle původního vydání z roku 1844
- 1913 svazek 4 – Honoré de Balzac: Dívka se zlatýma očima, překlad: Kamil Fiala, grafická úprava a ilustrace František Kobliha
- 1917 Hubert Gordon Schauer: Spisy,
- 1919 svazek 5 – Oscar Wilde: Ballada o žaláři v Readingu, překlad: Jiří Živný, grafická úprava a ilustrace František Kobliha
- 1919 svazek 6 – Oscar Wilde: Básně v prose, překlad Arnošt Procházka, grafická úprava: Vratislav Hugo Brunner
- 1928 Aleksandr Sergejevič Puškin: Car Nikita: pohádka, překlad: Lala Gallová, ilustrace: Roman Sirotský

#### Umělecké monografie
Umělecké monografie (1911–1913, 4 svazky); výtvarné publikace v redakci Kamilly Neumannové:
- Jacopo Robusti Tintoretto: deset obrazů, uspořádala Kamilla Neumannová, Praha: Kamilla Neumannová, 1911, edice Umělecká monografie, svazek 1
- Dvanáct listů/Odilon Redon, úvodní studie Joris Karl Huysmans: Obluda v umění, Praha: Kamilla Neumannová, 1912, edice Umělecká monografie, svazek 2
- Joris Karl Huysmans: Félicien Rops, Praha: Kamilla Neumannová, 1912, edice Umělecká monografie, svazek 3
- František Kobliha: Praha: dvanáct dřevorytů, Praha: Kamilla Neumannová, 1913

### Typografie
Po bezradné úpravě prvních titulů se KDA od 3. svazku ujal tehdy začínající Vratislav Hugo Brunner, později knihy vydavatelství upravovali s důrazem na celkové typografické řešení Jaroslav Benda, Josef Richard Marek, Miloš Klicman, František Kobliha a František Horký. Dále se na výzdobě podíleli Jan Štursa, Josef Rejsek a Josef Váchal, knihy a překlady Miloše Martena vyzdobila Zdenka Braunerová. Po první světové válce se na úpravách podíleli žáci V. H. Brunnera Hana Dostalová, Zdeněk Juna, Svatopluk Klír, Vladimír Kotva, Karel Dyrynk, Miroslav Kett a Pravoslav Kotík. Běžný náklad doplňovaly přednostní výtisky na lepším papíře.

### Souborná vydání
- Karel Hlaváček (v knižnici Čeští autoři)
- Hubert Gordon Schauer (v knižnici KDA)
- Jiří Karásek ze Lvovic (jen svazky 3–7, 10–14, 16, v knižnici Čeští autoři)

### Další produkce
- Almanach Knih dobrých autorů 1914 (1913)
- Wilhelm Hauff: Pohádky l. Karavana (1925)
- Ruské národní pohádky (1927)
- Teréza Dubrovská: Černí a modří ptáci (1928) – fakticky vlastní náklad autorky[16]
- Arnošt Procházka: Relikviář (1928) Básně v próze z pozůstalosti
- Rudolf Medek: Štefánik (1929)

### Překlady Kamilly Neumannové
- Gérard de Nerval: Aurelie (Aurélia ou le rêve et la vie, 1855)
- Georges Rodenbach: Ve vyhnanství

## Galerie

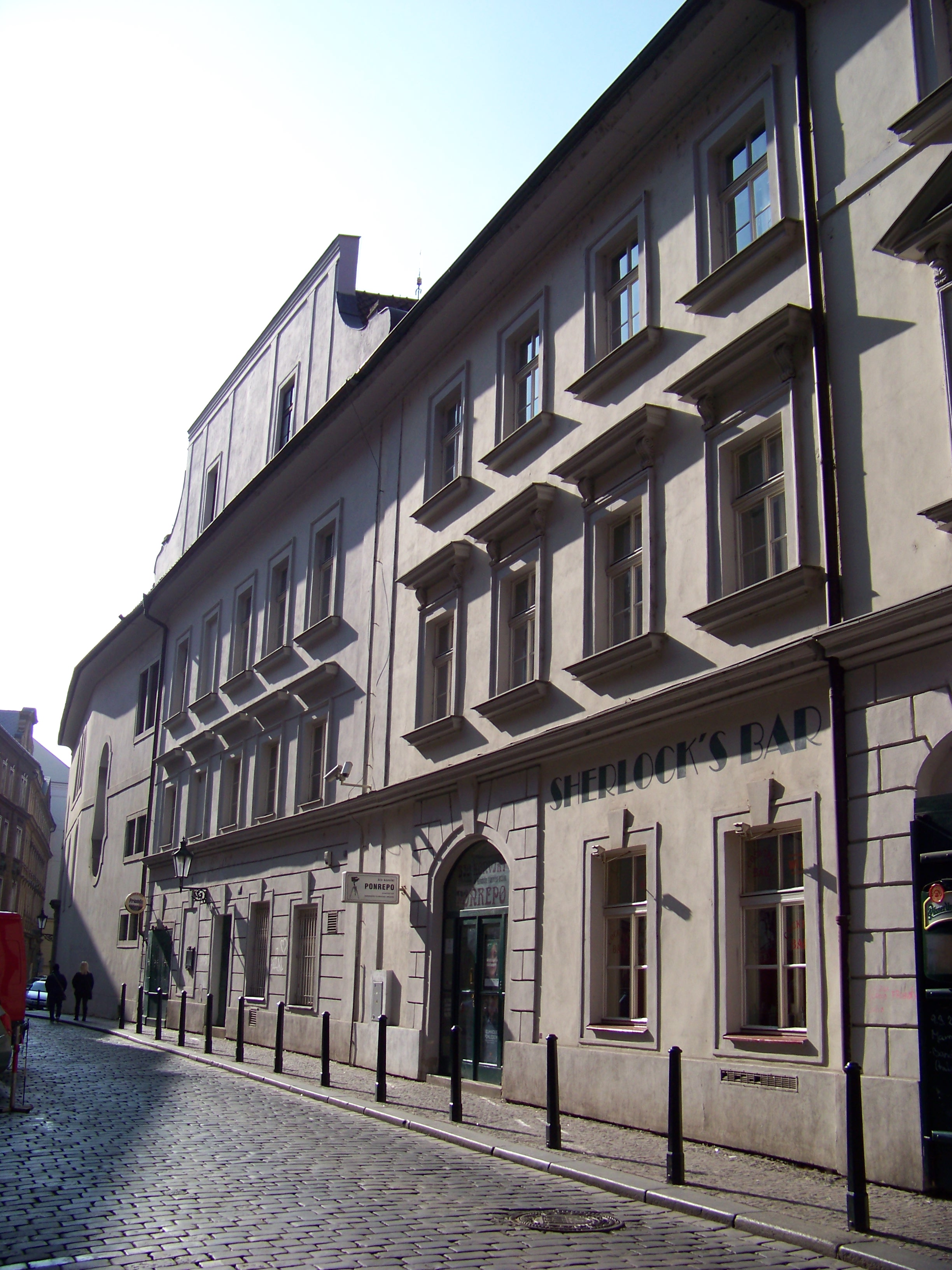
Rodný dům Kamilly Neumannové, Staré Město, Bartolomějská 11, dnes bio Ponrepo
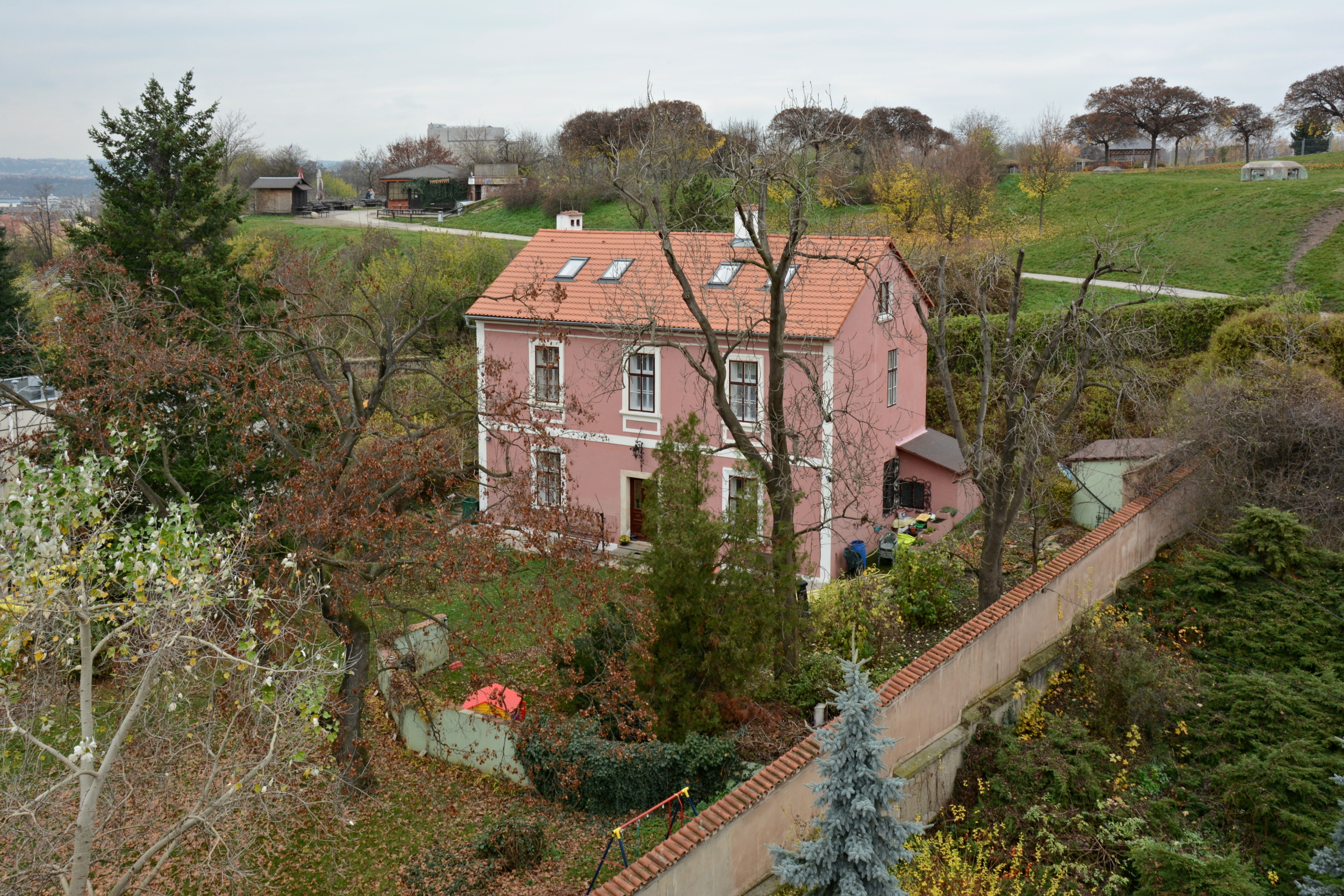
Vila v Chelčického ulici čp. 45 v Praze na Žižkově, kde Kamilla Neumannová žila
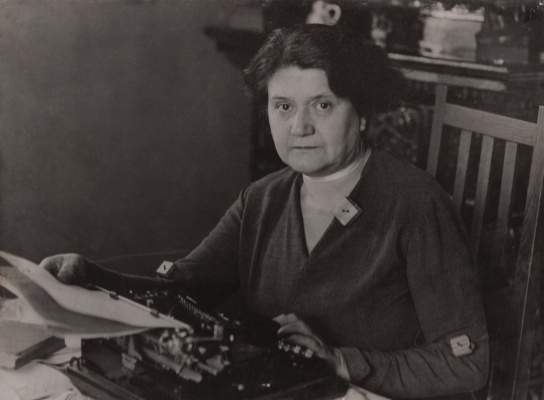
Kamilla Neumannová, asi 1930